# بوعبوط
بوعبوط (به فرانسوی: Bouabout) یک منطقهٔ مسکونی در مراکش است که در استان شیشاوه واقع شده‌است. بوعبوط ۱۲٬۱۹۶ نفر جمعیت دارد.